# Malý Blaník (přírodní rezervace)
Přírodní rezervace Malý Blaník byla vyhlášena jako zvláště chráněné území v CHKO Blaník 22. října 1992. Rezervace zaujímá převážnou většinu hory Malý Blaník, která jako součást blanického masivu leží v okrese Benešov, jižně od města Vlašimi.
Předmětem ochrany je přirozená acidofilní bučina se vzácnou faunou: Phyllotreta austriaca, Rhinomias forticornis, zemoun skalní, holub doupňák, jestřáb lesní, výr velký a florou: Samorostlík klasnatý, bažanka vytrvalá, věsenka nachová, pšeníčko rozkladité na skalních útvarech z blanické ortoruly.
Vrchol hory je rovněž zajímavý díky zřícenině kaple sv. Máří Magdaleny z 18. století. Rezervací provází naučná stezka Malý Blaník – Podlesí a červená turistická stezka.

## Lokalita
Přírodní rezervace Malý Blaník se nachází v Chráněné krajinné oblasti Blaník a je součástí její I. zóny. CHKO Blaník leží ve východní části okresu Benešov, přibližně 10 km jižně od Vlašimi. Ačkoliv se hory Velký (638 m) a Malý (580 m) Blaník nacházejí v pahorkaté krajině (Vlašimská pahorkatina), působí zde dominantně.
Malý Blaník je oddělen od Velkého Blaníku Žďárským sedlem, kolem hory se prostírají pramenné louky místních potoků (Louňovický, Býkovický) a nacházejí se na nich chráněné druhy rostlin a živočichů (Žďárská louka). Od úpatí je vrch zalesněný, mimo přírodní rezervaci převažuje smrkový porost s borovicí, výše navazuje smíšený les s duby a buky. V přírodní rezervaci převládají buky v rámci původních kyselých bučin, borovice a nepůvodní smrky.
PR Malý Blaník leží v nadmořské výšce mezi 536 až 580 m n. m. a náleží do 4. až 5. lesního vegetačního stupně. Vyhlášená rozloha přírodní rezervace Malý Blaník je 12,71 ha, reálná rozloha podle novějšího zaměření je však 17,71 ha. Rezervace náleží katastrálnímu území Louňovice pod Blaníkem.

## Historie
Území Velkého a Malého Blaníku je spojeno s Keltským osídlením v halštatské a laténské době (5. až 4. stol. př. n. l.). Tedy i Malý Blaník mohl sloužit jako místo konání pohanských obřadů. Není zde vyloučeno ani umístění dřevěného hradu z husitských dob, vypáleného kolem roku 1420, ačkoliv ani tato domněnka, vzniklá na základě nálezů střepů, kachlů a pod., není jednoznačně archeologicky prokázána.
Na Malý Blaník podnikali lidé poutě věnované zpravidla Máří Magdaléně, jak dokládá písemný pramen z roku 1543 od vlašimského kněze Václava Rosy, a tato tendence vedla k postavení kaple Máří Magdaléně zasvěcené. U vrcholu hory dosud stojí částečně dochovaná barokní kaple svaté Máří Magdalény, uvnitř které však roste památný strom Velký Mnich, smrk ztepilý Picea abies, nazývaný také jako Farář.

### Kaple svaté Máří Magdalény

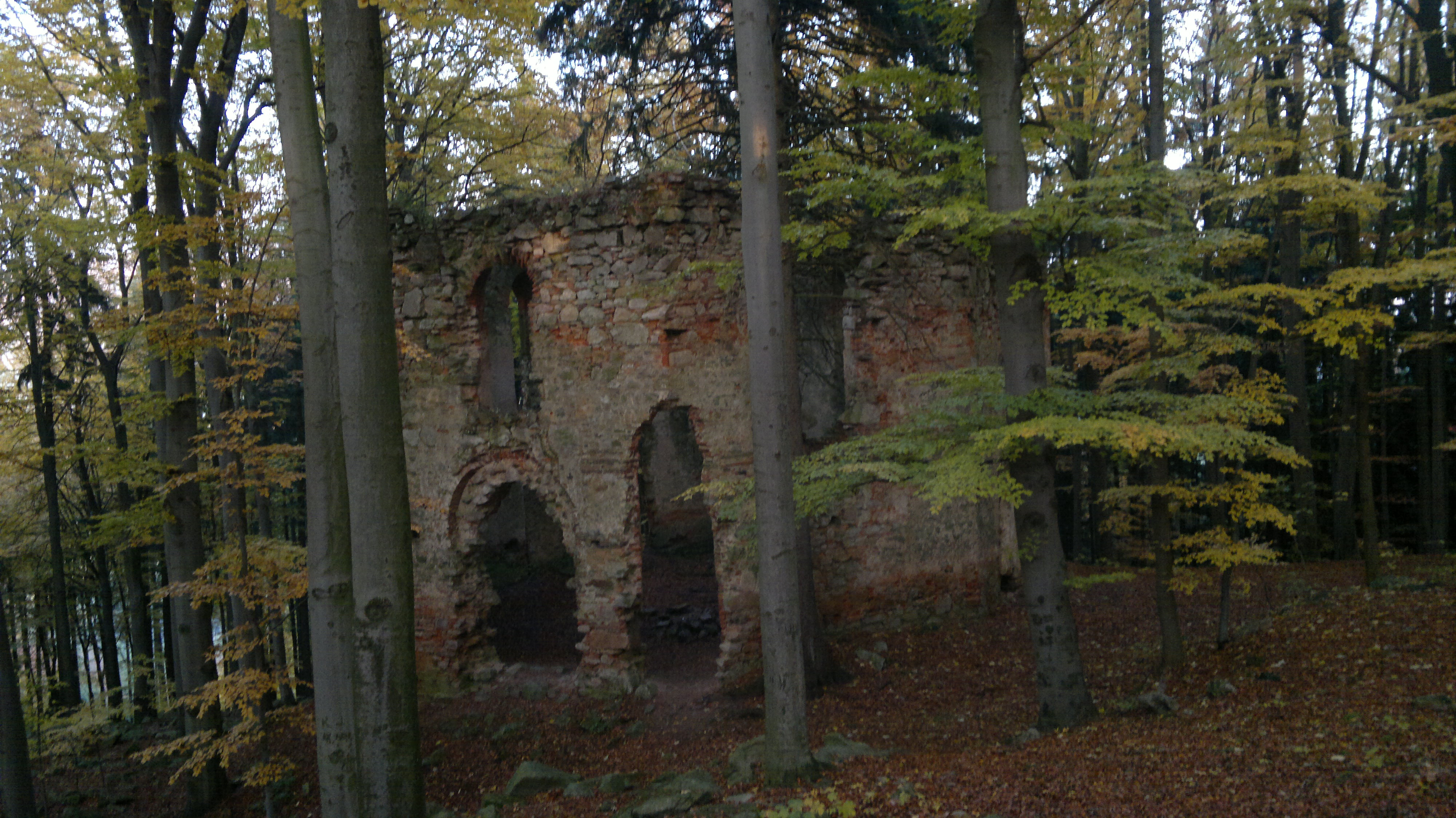
Zřícenina kaple sv. Máří Magdaleny, pohled od jihozápadu

Ještě před postavením současně patrné kaple v polovině 18. století, stávala na Malém Blaníku kaple původní, o níž je zmínka až roku 1672, kdy byla posledním potomkem majitelů louňovického panství Karlem Adamem Lvem z Říčan odkázána pražskému arcibiskupství. Pouť na Malý Blaník a mše svatá zasvěcená Máří Magdaléně se konávala 22. července. Umístění původní kaple není známé. Novou kapli dal vystavět arcibiskup Khünburg před rokem 1753, kdy byla tato barokní elipticky osmiúhelníková kaple s přilehlou sakristií na severovýchodě vysvěcena. V důsledku církev omezujících reforem císaře Josefa II. z roku 1782 byla kaple rok poté uzavřena. Od té doby kaple svaté Máří Magdaleny chátrá. Pokus o obnovení poutí k Máří Magdaléně na Malém Blaníku učinil po více než sto letech (1887) arcibiskup František Schönborn přistavěním dřevěné kapličky k samotné kapli.
V tomto stánku byla instalována socha sv. Máří Magdalény od Eduarda Veselého do roku 1960.
Dodnes se zachovala už jen zřícenina kaple z roku 1753, tedy její obvodové zdi.

## Přírodní podmínky

### Geologie

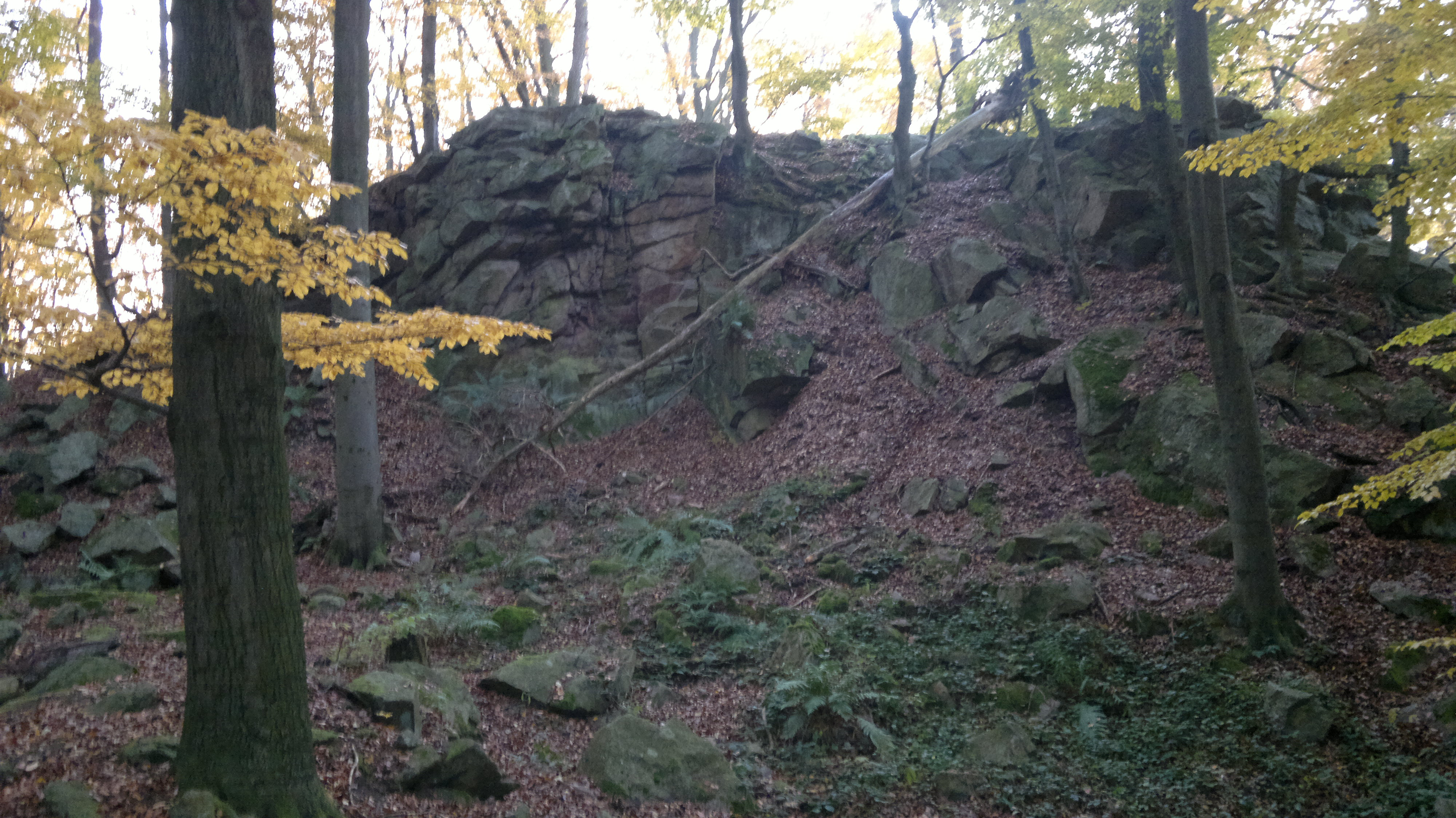
Mrazový srub na vrcholu Malého Blaníku

Hora Malý Blaník (580 m n. m.) je v rámci Českého masivu součástí soustavy moldanubika (prevariské paleozoikum), je tedy tvořen horninami prekambrického stáří. Silně přeměněné hlubinné vyvřeliny daly vznik ortorule, konkrétně zvané blanická ortorula, která obsahuje jak biotit, tak muskovit, černé krystalky turmalínu, sillimanit a stopově granát. Blanická muskovitickobiotitická ortorula je chemicky homogenní s obsahem oxidu křemičitého je 72–75 %.
Blanický masiv vznikl při vrásnění Českého masivu vyzdvižením hluboko uložených hornin, které byly denudací odkryty. Systém zlomů procházející podél Blaníků severojižním směrem, nazýván blanická brázda, tvoří sníženinu a protéká jím řeka Blanice.

Především na vrcholu Malého Blaníku můžeme tudíž vidět kamenná moře, či suťová pole vzniklá zvětráváním ortoruly, skalní výchozy s deskovitou odlučností nebo mrazové sruby naposledy silně ovlivněné kvartérními ledovými dobami.

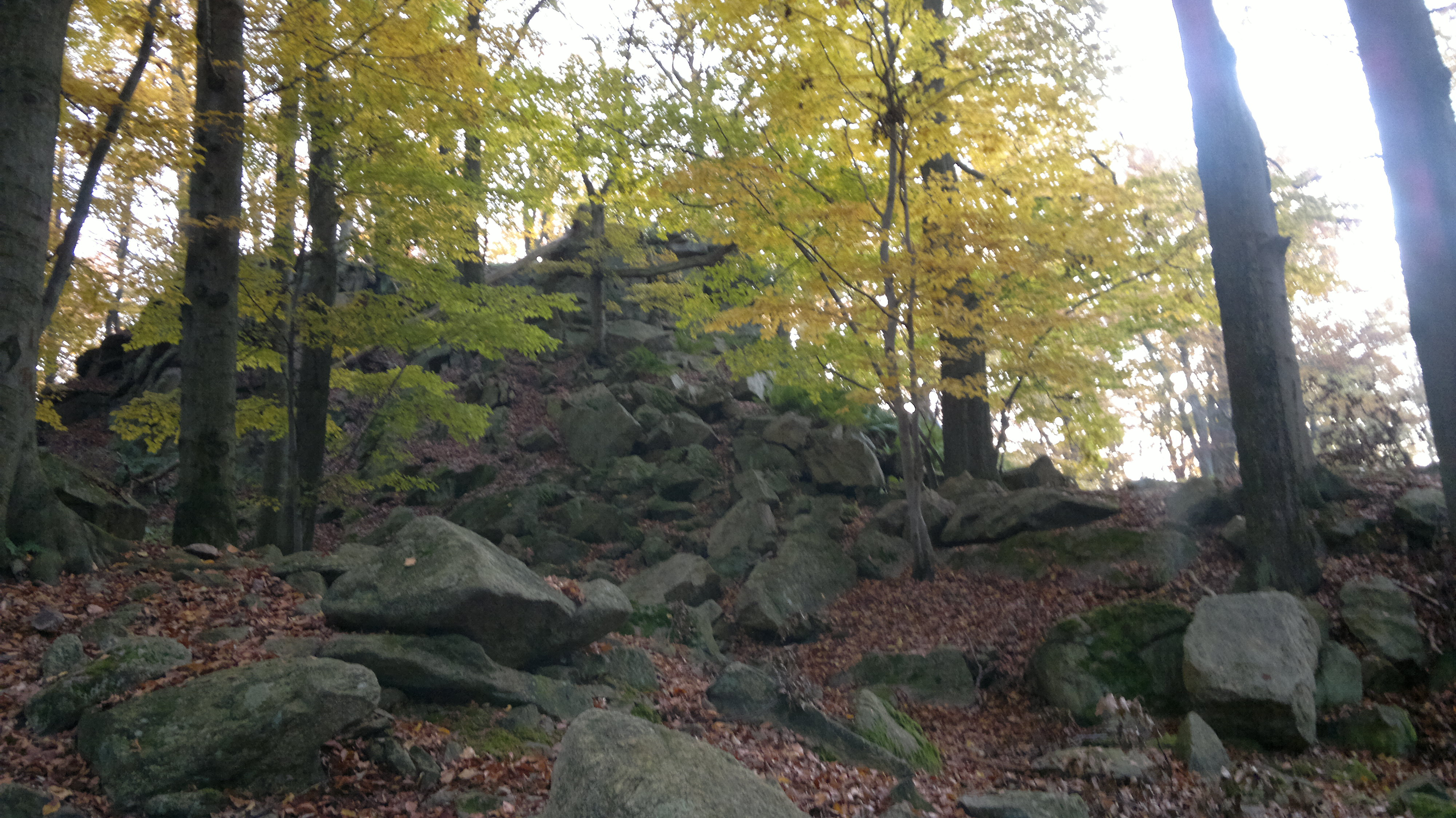
Skalní útvar v oblasti rezervace

### Flora
Podle Mapy potenciální vegetace České republiky je území přírodní rezervace Malý Blaník řazeno do jednotky bikové bučiny (24) (Luzulo-Fagetum).
Celá rezervace je zalesněna a díky geologickým podmínkám zde převažuje vegetace acidofilních bučin, svaz Luzolo-Fagion, štěrbinová vegetace silikátových skal a drolin, svaz Asplenion septentrionalis, a suťové lesy svazu Tilio-Acerion.
Zástupci stromového patra jsou buk lesní (Fagus sylvatica), javor klen (Acer pseudoplatanus), lípa malolistá (Tilia cordata), jilm horský (Ulmus glabra), habr obecný (Carpinus betulus), jedle bělokorá (Abies alba), borovice lesní (Pinus sylvestris), a nepřirozeně smrk ztepilý (Picea abies) a modřín opadavý (Larix decidua). Zástupci bylinného patra jsou sleziník červený (Asplenium trichomanes) a sleziník severní (A. septentrionale) z čeledi sleziníkovité, puchýřník křehký (Cystopteris fragilis) z čeledi papratkovité, osladič obecný (Polypodium vulgare) z čeledi osladičovité, v ČR ohrožená plavuň pučivá (Lycopodium annotinum) z čeledi plavuňovité. Dál se zde vyskytuje samorostlík klasnatý (Actaea spicata) z čeledi pryskyřníkovité, bažanka vytrvalá (Mercurialis perennis) z čeledi pryšcovité, věsenka nachová (Prenanthes purpurea) z čeledi hvězdnicovité, pšeníčko rozkladité (Milium effusum) z čeledi lipnicovité, vraní oko čtyřlisté (Paris quardifolia) z čeledi kýchavicovité.
Z hub je zde možné nalézt lošáka jeleního (Sarcodon imbricatus), běžné hřibovité a slizákovité houby, pod borovicemi rostoucí kotrč kadeřavý (Sparassis crispa), v ČR nově nalezená vřeckovýtrusná houba Endococcus cf. brachysporus z třídy Dothideomycetes.

### Fauna
Zástupci vzácné bezobratlé fauny v PR Malý Blaník jsou dřepčík z čeledi mandelinkovitých Phyllotreta austriaca, dále z čeledi nosatcovitých Rhinomias forticornis, Ceutorhynchus picitarsis, Anthonomus conspersus na jeřábu ,Rutidosoma fallax na šťavelu, Acalles boehmei, Echinodera hypocrita Taktéž se zde vyskytuje mnohonožka Tachypodoilus eurypus na přirozených sutích (v lokalitě zjištěna 2001). Plicnatý plž z čeledi vrkočovitých Vrkoč horský (Vertigo alpestris), nalezen ve vrcholových partiích v roce 2001, je citlivý na změnu lesní druhové skladby. Dále plicnatý plž z čeledi zemounovitých zemoun skalní (Aegopis verticillus) je na Červeném seznamu ohrožených druhů ČR.
Kromě běžných lesních či polních obratlovců jako je srnec obecný (Capreolus capreolus), zajíc polní (Lepus europaeus), prase divoké (Sus scrofa), kuna lesní (Martes martes), liška obecná (Vulpes vulpes), bažant obecný (Phasianus colchicus), koroptev polní (Perdix perdix), holub hřivnáč (Columba palumbus), kalous ušatý (Asio otus) je rezervace domovem těchto chráněných druhů živočichů: ohrožená veverka obecná (Sciurus vulgaris), v této lokalitě převažují tmavě zbarvení jedinci, minimálně 2 páry silně ohroženého holuba doupňáka (Columba oenas), který na Malém Blaníku hnízdí pravidelně od sedmdesátých let. Dále se zde vyskytuje Ořešník kropenatý (Nucifraga caryocatactes), přísně chráněný jestřáb lesní (Accipiter gentilis), ohrožený výr velký (Bubo bubo) hnízdí i na Malém Blaníku, ale v celé CHKO pouze několika málo páry. Taktéž silně ohrožený lejsek malý (Ficedula parva), z běžnějších ptáků dále krkavec velký (Corvus corax), šoupálek dlouhoprstý (Certhia familiaris), šoupálek krátkoprstý (Certhia brachydactyla), kalous ušatý, lejsek šedý (Muscicapa striata) V minulosti bylo na území přírodní rezervace Malý Blaník zaznamenáváno hnízdění krutihlava obecného (Jynx torquilla), který zde již nemá vhodnou hnízdní lokalitu, a kavky obecné (Corvus monedula). Za invazní druh je považován muflon (Ovis musimon), vyskytuje se jak na Malém, tak Velkém Blaníku a migruje dále po CHKO. Mufloni okusem brání přirozené obnově bukového lesa.

## Ochrana
Přírodní rezervace Malý Blaník byla vyhlášena jako zvláště chráněné území 22.10.1992 Správou CHKO Blaník. V PR Malý Blaník je hlavním předmětem ochrany přirozená bučina se svými typickými druhy rostlin a živočichů. Proto je zde nejvíce péče věnováno udržení a posílení přirozené skladby lesa a zvyšování ekologické stability.
Proces ochrany spočívá v postupné eliminaci geograficky nepůvodních dřevin (modřín), omezení zastoupení smrku, obnově původních druhů dřevin (buk, jedle) i s původní příměsí vzácnějších stromů (javor, lípa, olše). Preferovaný způsob obměny skladby lesa je přirozená obnova (odumření starých jedinců, obnova pod mateřským porostem) vhodně podpořená skupinovou sečí, zdravotním výběrem a podsadbou. Cílem obnovy je věkově, druhově i prostorově rozrůzněný les s vysokou mírou přirozených druhů a vysokou ekologickou stabilitou.
Problém pro přirozené zmlazování a obnovu listnatého, zejména bukového, či jedlového lesního porostu představuje okusování zvěří. Hlavní podíl nese mufloní zvěř migrující z okolních honiteb, tudíž je nutná její redukce až likvidace.
Lesu, jakožto ochrannému, nehrozí masivnější těžba. Pro biodiversitu je přínosné ponechávání odumřelého dřeva či dožívajících stromů (alespoň tam, kde neohrožují přístupové cesty) a doupných stromů (košatých, s dutinami).
V rezervaci nepříznivě působí turismus ohazováním odpadků, rozděláváním ohňů, tábořením, chozením mimo vyznačené stezky, jízdou cyklistů, motocyklistů nebo jízdou na koni na nezpevněných cestách. Prostředkem ochrany mohou být informační tabule, osvěta v místním tisku, zábrany proti vjezdu cyklistů, či Stráž přírody.
Pro zajišťování správného managementu rezervace bývají prováděné průzkumy vhodných lokalit pro hnízdění vzácných ptáků, výskyt beozbratlých a botanické inventarizační průzkumy.
Oblast Malého Blaníku spadá do regionálního biocentra RBC 392 Územního systému ekologické stability.

## Lesní hospodaření
Většina lesa v PR Malý Blaník je majetkem České republiky, o lesní hospodaření se tedy stará státní podnik Lesy ČR, konkrétně Lesní správa Kácov.

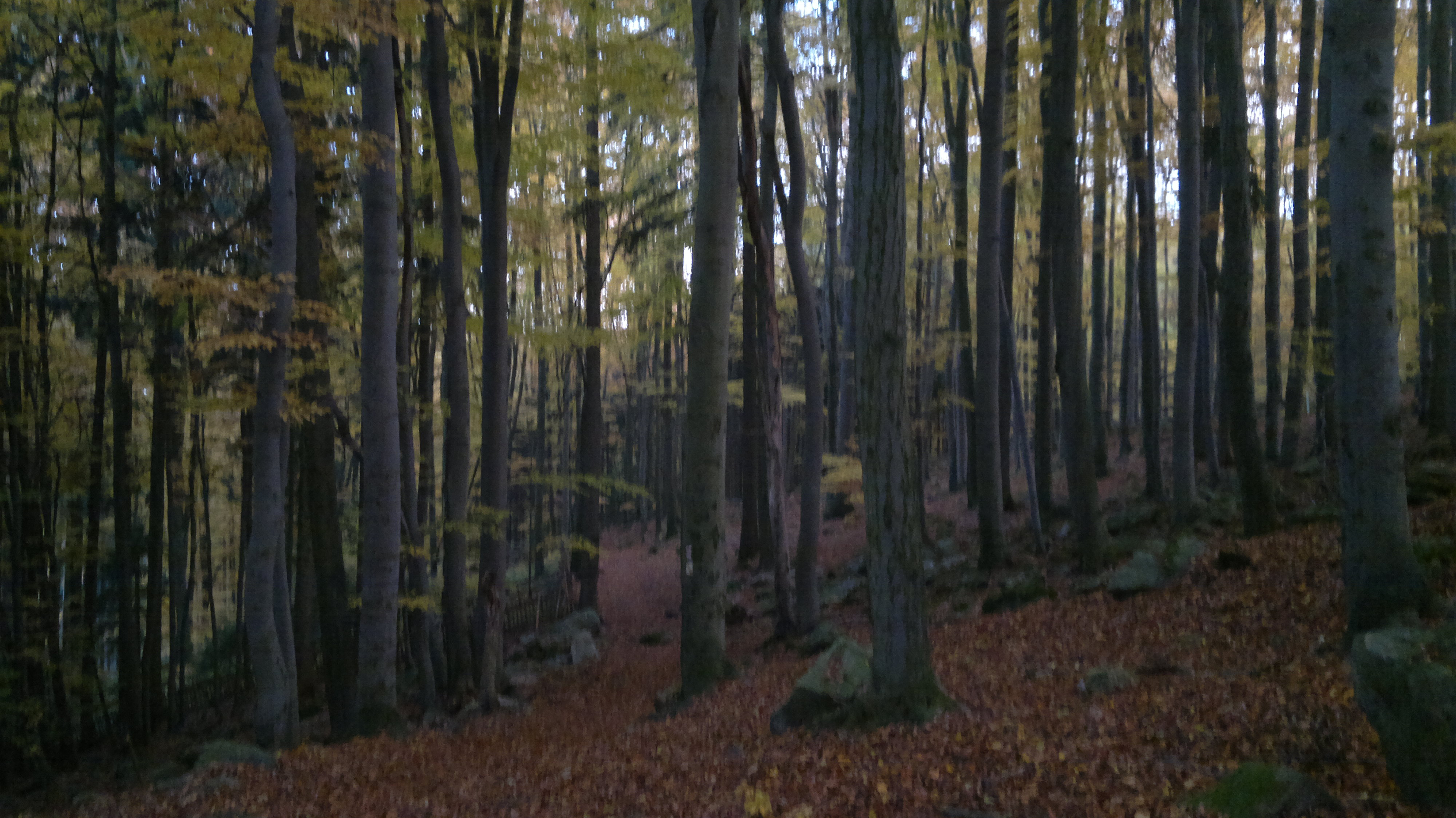
Kyselá bučina

Rezervace spadá do přírodní lesní oblasti 16-Českomoravská vrchovina a nachází se ve 4. až 5. vegetačním stupni. Vrcholová část Malého Blaníku je zařazena v kategorii ochranný les, okolní svahy jsou vedeny jako les zvláštního určení.
V současné druhové skladbě lesa stále převažuje původní buk lesní (Fagus sylvatica) (47 %), ale od 19. století bylo uměle navyšováno zastoupení hospodářsky využívaného smrku ztepilého (Picea abies), který by se jinak v rezervaci prakticky nevyskytoval. Obrat k lepšímu, tedy původnějšímu lesu, nastal od poloviny 20. století, kdy byla na Malém Blaníku zaváděna maloplošná obnova buku a jedle.
Současný zvýšený podíl smrku (necelých 40%) je na úkor mizivého procenta jedle bělokoré (Abies alba) a ostatních listnatých stromů – lípa malolistá (Tilia cordata), javor klen (Acer pseudoplatanus), dub letní (Quercus robur). Nepůvodně se v rezervaci vyskytuje také modřín opadavý (Larix decidua) a zvýšil se podíl borovice lesní (Pinus sylvestris).
Stávající management spočívá ve výchově lesa k jeho původnímu složení, zmlazování, dosadbě a podsadbě obtížně se samoobnovujících druhů (buk, jedle), to vše v maloplošných úsecích, což je v souladu s plánem péče PR. Ponechání lesa samovolnému vývoji je zatím pouze dlouhodobý cíl, ale po řádné přípravě struktury lesa (druhové, věkové složení) není nemožné.

## Turistika
Malý Blaník je častým turistickým cílem díky své naučné stezce, snadné dostupnosti (např. po dálnici D1) a celkovému turistickému zázemí. Provází jím červená turistická stezka vedoucí od rozcestí pod Blaníky (zde je parkoviště) přes Malý Blaník a Býkovice do Hrajovic.

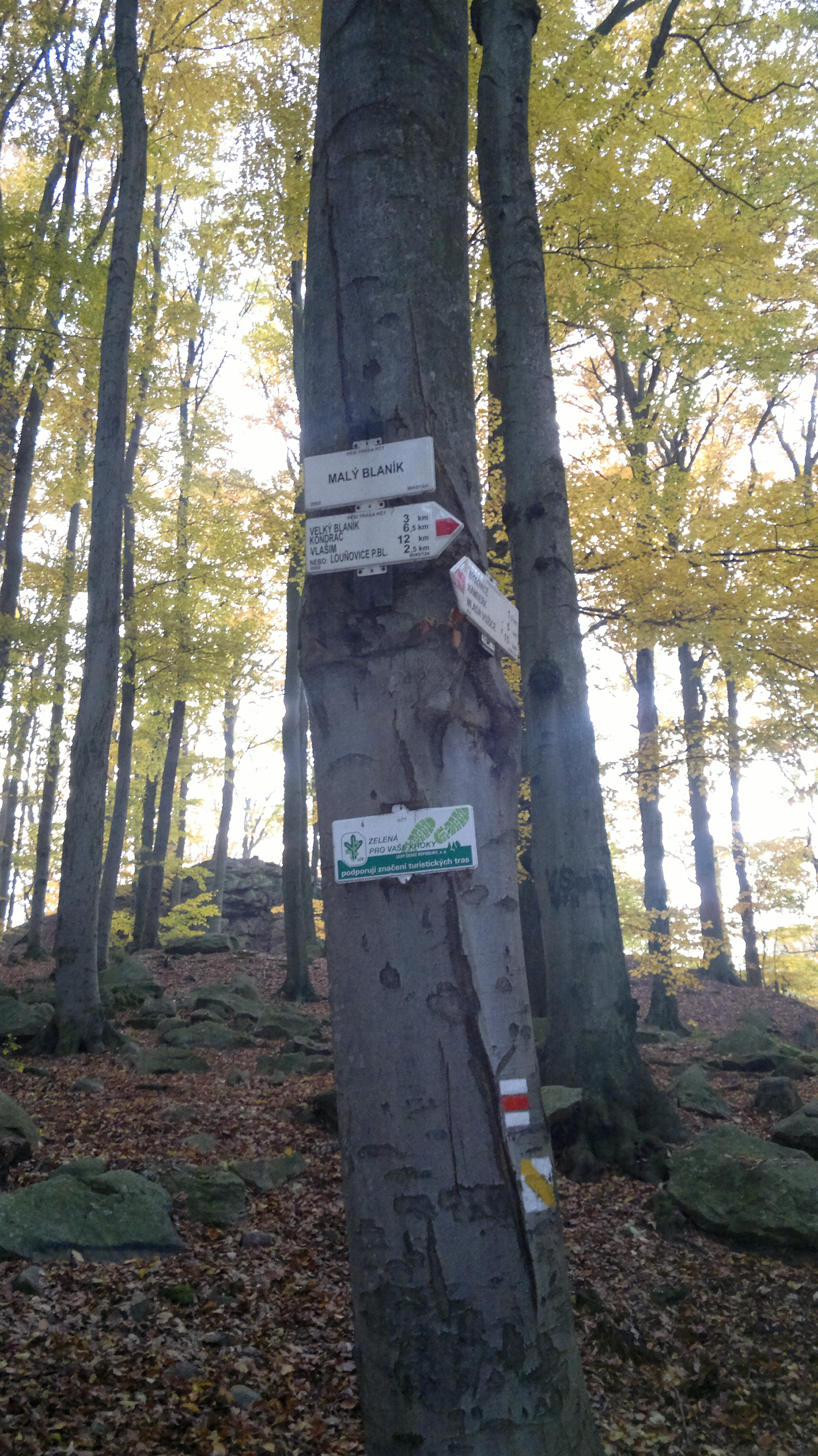

Turisté jsou rovněž přitahováni slavnějším Velkým Blaníkem, který s Malým Blaníkem těsně sousedí. V nedaleké obci Louňovice pod Blaníkem se nachází pro turisty Informační centrum. Tato oblast zároveň spadá pod turistický region Posázaví.
Jako turistům v přírodní rezervaci je třeba se vyvarovat chození mimo vyznačené trasy, odhazování odpadků, rušení zvěře hlukem, nedovolenému táboření a rozdělávání ohně.

## Galerie

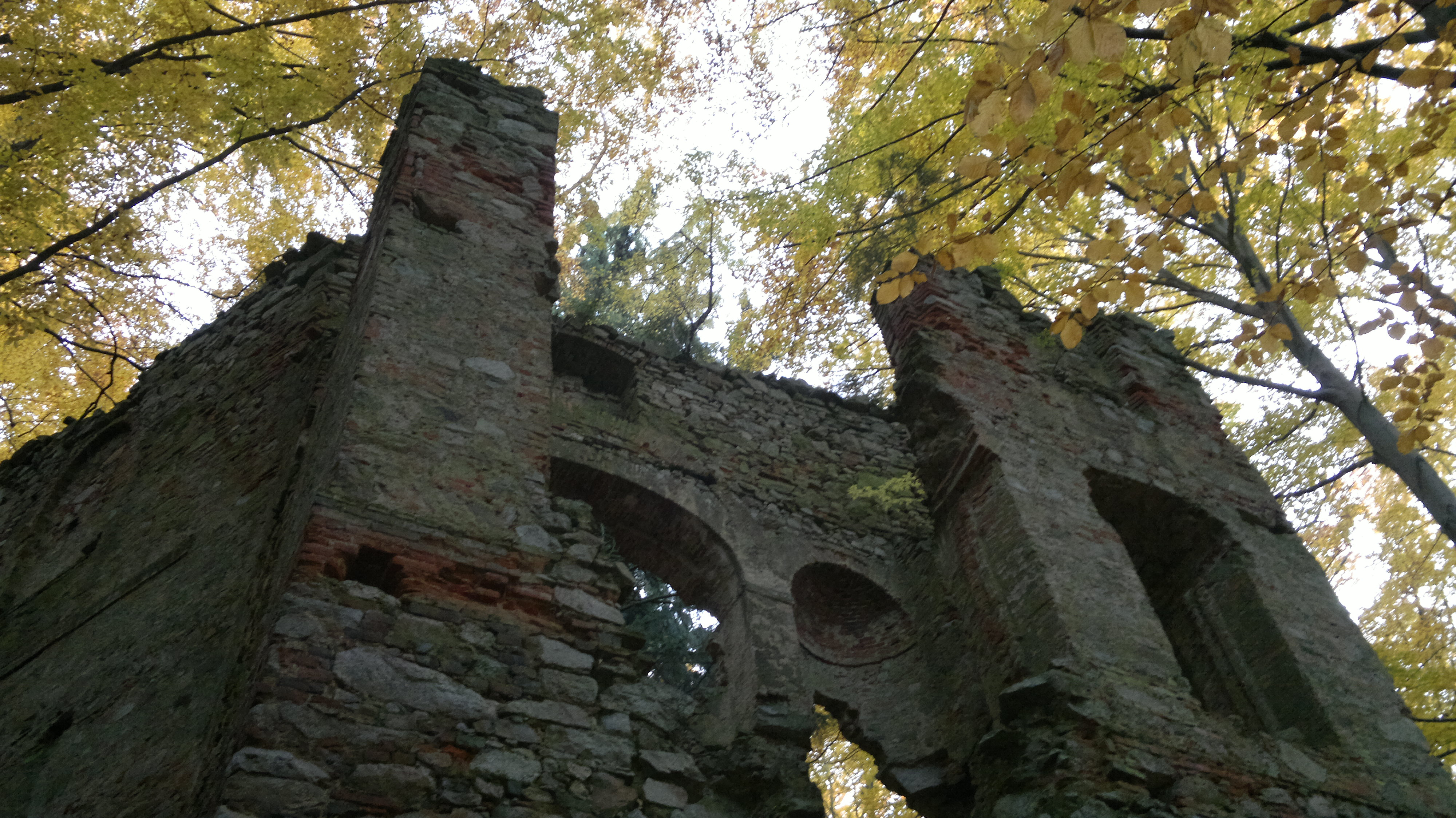
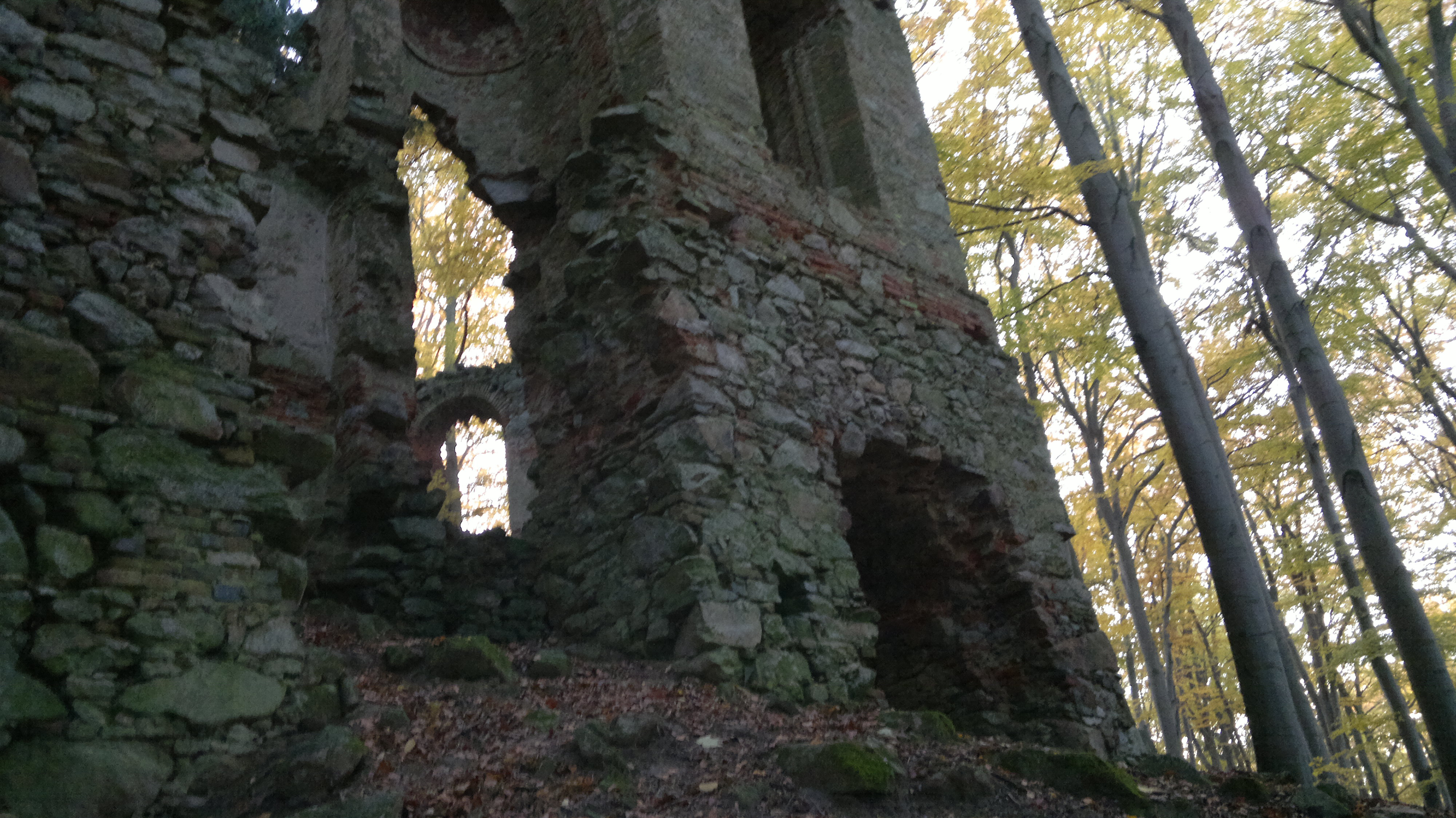
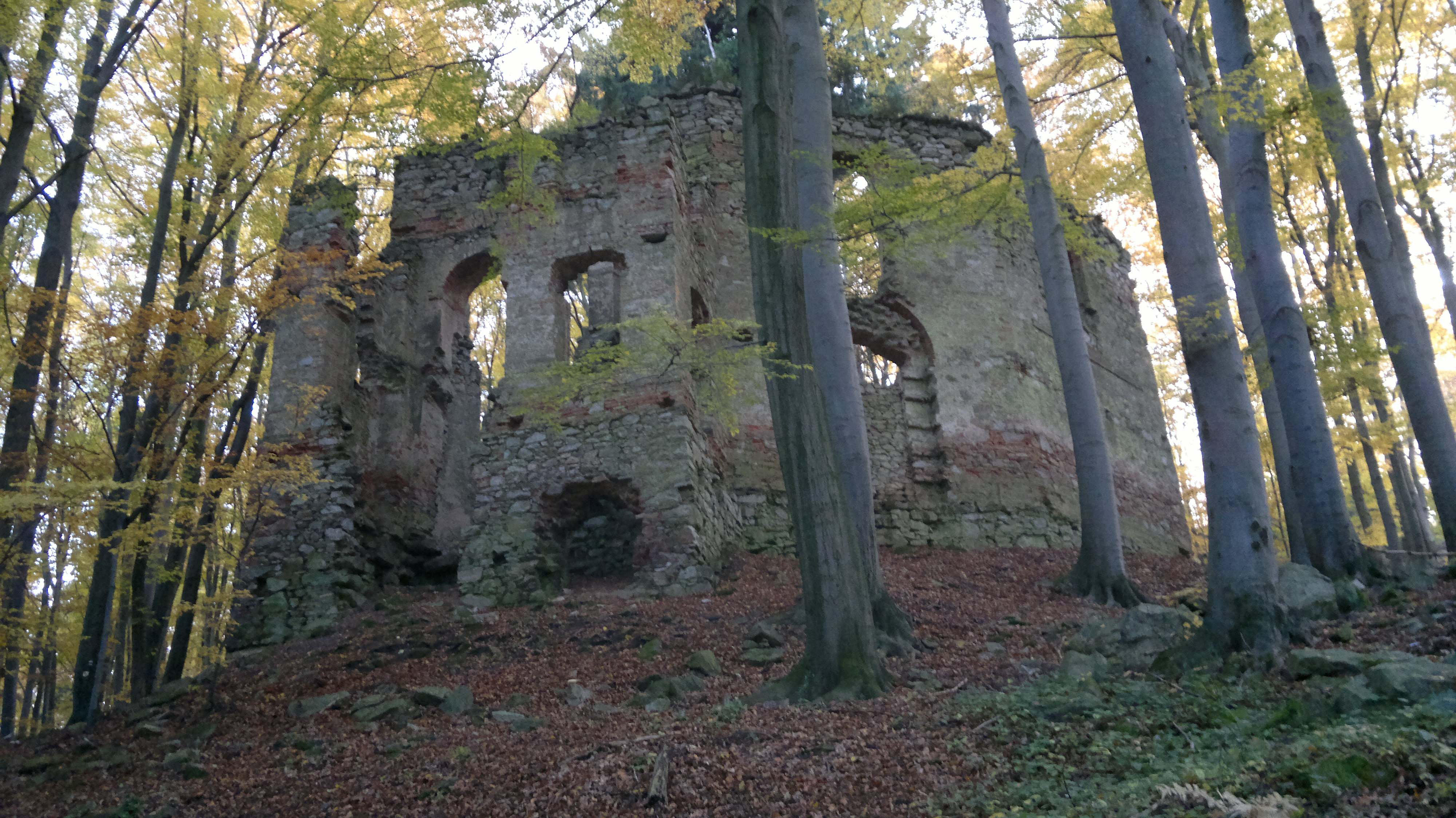
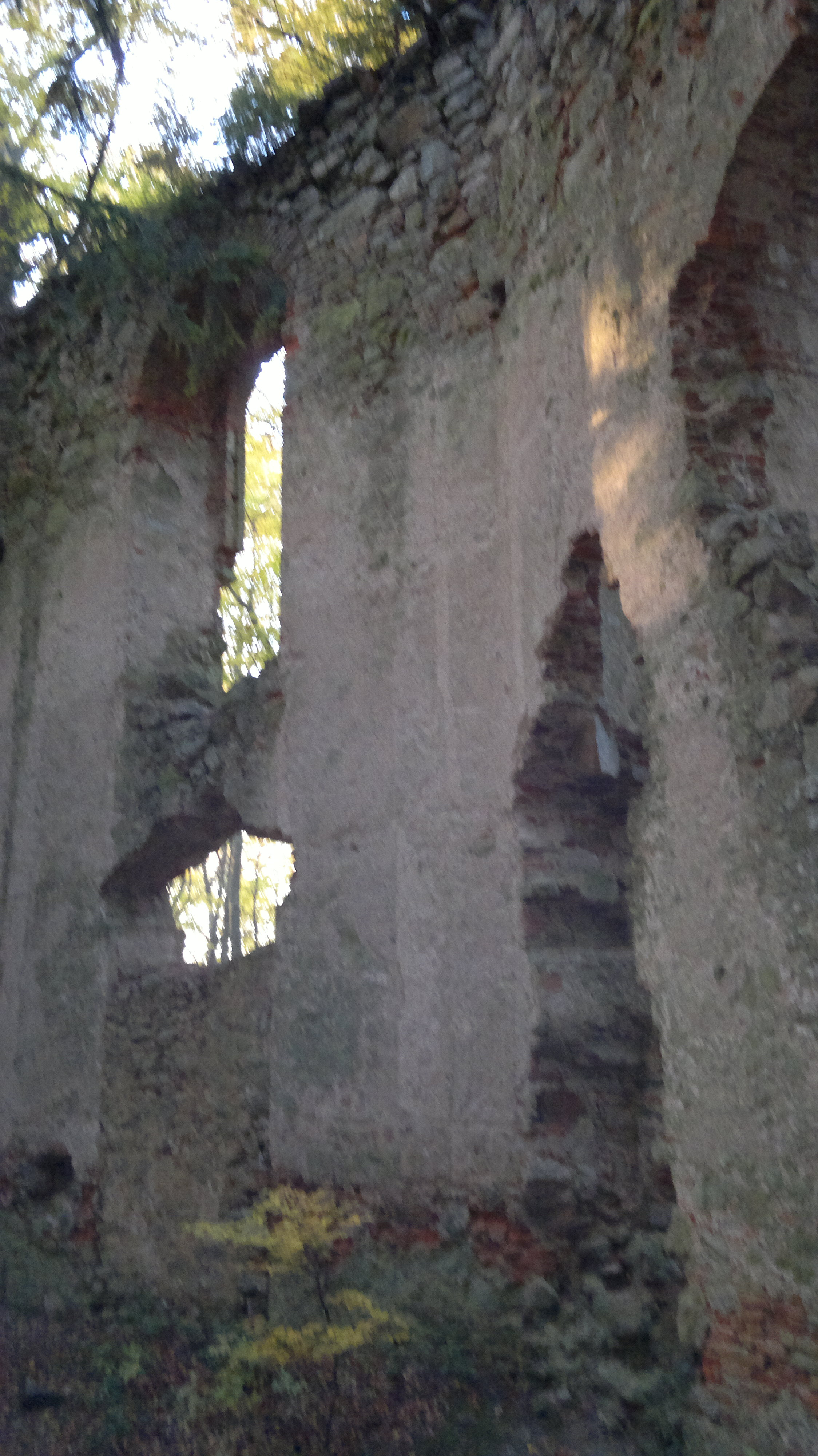
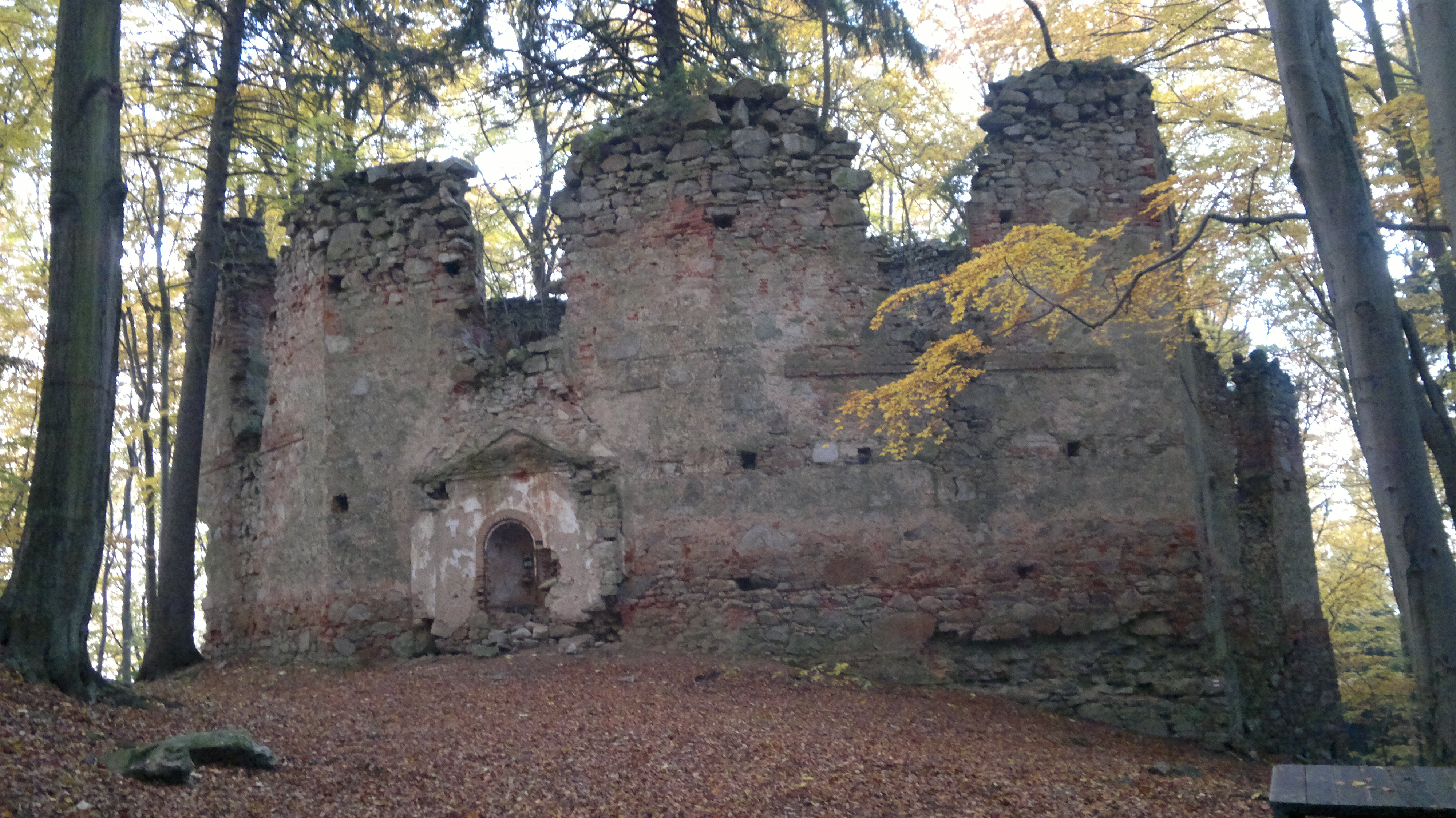
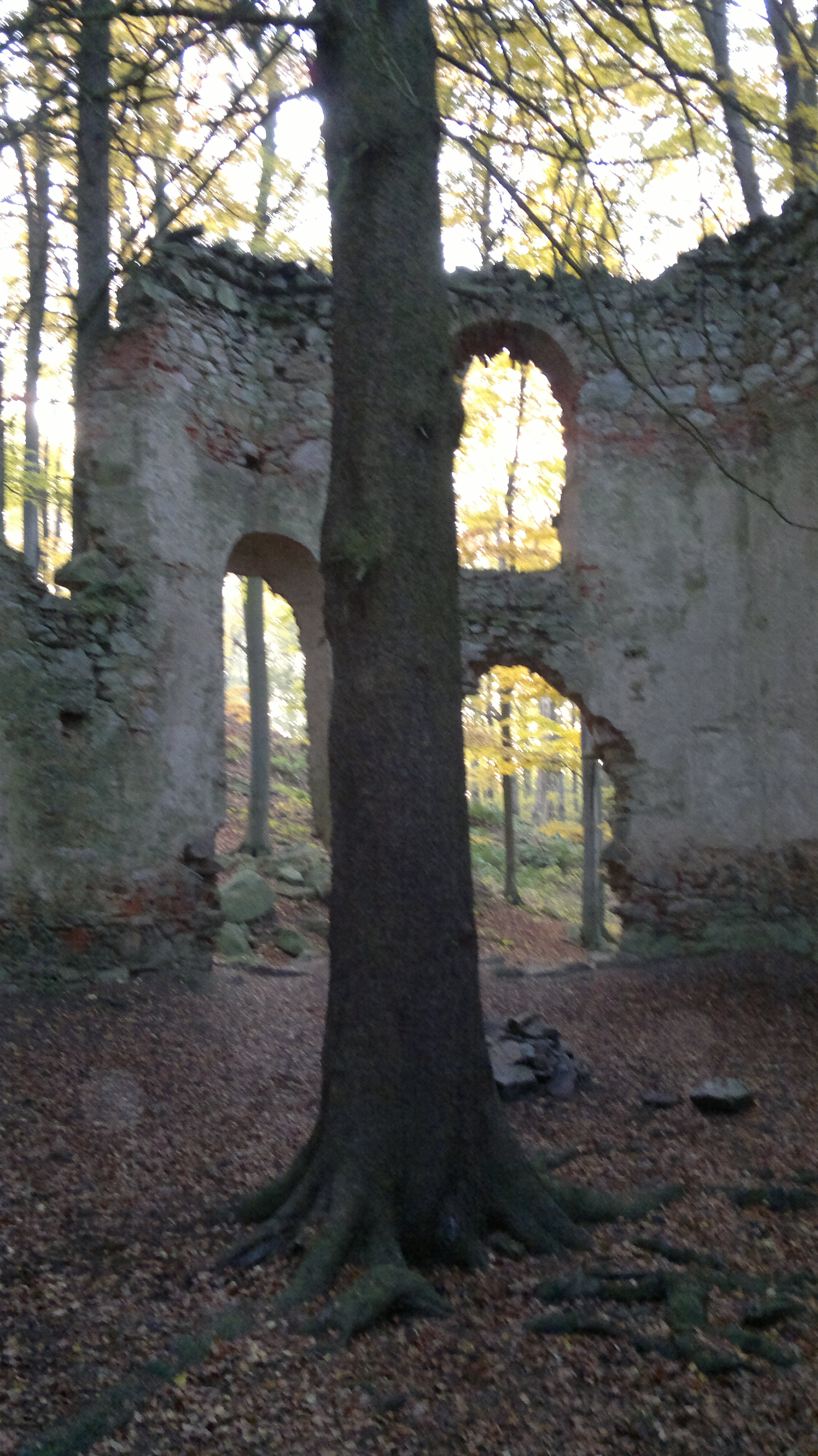

### Naučná stezka
Naučná stezka Malý Blaník – Podlesí byla otevřena v roce 2005. Na délce 5,5 km je umístěno 9 informačních tabulí o přírodě a historii Malého Blaníku, přírodě PR Podlesí a Býkovických rybníků.

### Cyklistika
Cyklistická stezka vede po silnici mezi Malým a Velkým Blaníkem. V okolí se pro cykloturistiku nachází mnoho možností, například 25–32 km dlouhá trasa v rámci projektu Po stopách blanických rytířů.